# Jessica Morris

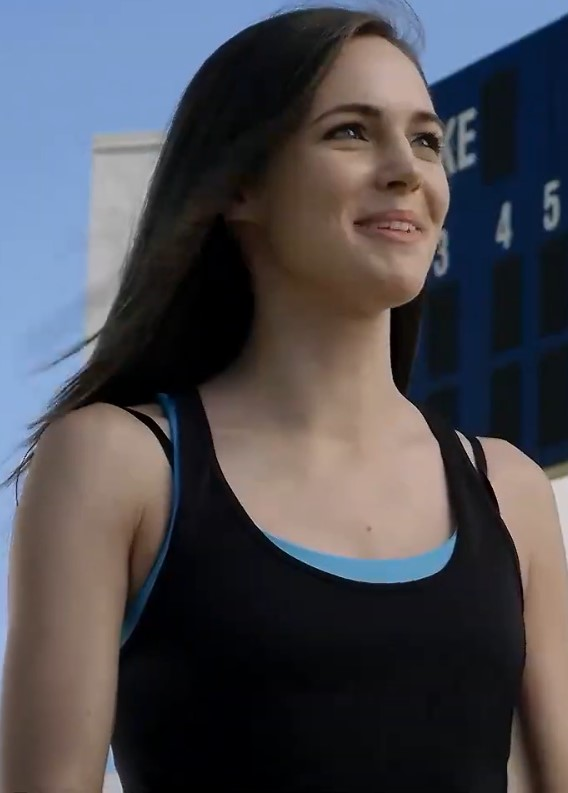
Jessica Morris (2017)

Jessica Ann Morris (* 16. Mai 1979 in Jacksonville, Florida) ist eine US-amerikanische Schauspielerin, Drehbuchautorin, Filmproduzentin und Model.

## Leben
Morris wurde am 16. Mai 1979 in Jacksonville im US-Bundesstaat Florida geboren. Sie wuchs mit einem älteren Bruder und einer jüngeren Schwester auf. Seit dem 11. Mai 2023 ist sie mit dem US-amerikanischen Schauspieler Rib Hillis verheiratet.
Erste Tätigkeiten in der Filmindustrie erhielt Morris 1992 durch eine Sprechrolle im Fernsehzeichentrickfilm Bitsy Bears. Ab ihrem 16. Lebensjahr erhielt sie erste Aufträge als Model, darunter in Japan. Von 1999 bis 2002 wirkte sie in der Fernsehserie Undressed – Wer mit wem? mit. Ab demselben Jahr bis einschließlich 2008 wirkte sie in 199 Episoden der Fernsehserie Liebe, Lüge, Leidenschaft in der Rolle der Jennifer Rappaport mit. 2016 spielte sie im Horrorfilm Krankenschwester des Grauens die Rolle der Connie. 2024 verkörperte sie die Hauptrolle der Dr. Cami Weddle im Katastrophenfilm Continental Split.

## Filmografie (Auswahl)

### Schauspiel
- 1999–2002: Undressed – Wer mit wem? ((MTV's) Undressed, Fernsehserie)
- 1999: The Weekend
- 1999: All Shook Up
- 1999–2008: Liebe, Lüge, Leidenschaft (One Life to Live, Fernsehserie, 199 Episoden)
- 2000: Bloody Murder
- 2000: Hourglass (Kurzfilm)
- 2000: City Guys (Fernsehserie, Episode 4x19)
- 2006: Afterlife (Kurzfilm)
- 2006: South Beach (Fernsehserie, Episode 1x06)
- 2007: Dead Man’s Hand
- 2007: Mind of Mencia (Fernsehserie, Episode 3x21)
- 2007: Decadent Evil II
- 2007: Demons (Fernsehfilm)
- 2008: Deadly Chucky Dolls (Dangerous Worry Dolls)
- 2008: Ein Tag Blau (Senior Skip Day)
- 2008: Vorbilder?! (Role Models)
- 2008: Krieger des Lichts – Der Kampf der Wesen der Nacht hat begonnen (Fading of the Cries)
- 2008: Sorority Forever (Fernsehserie, 7 Episoden)
- 2009: CSI: NY (Fernsehserie, Episode 6x02)
- 2009: What We Became (Kurzfilm)
- 2010: El Mariachi Leprechaun (Kurzfilm)
- 2011: Kleshnov (Kurzfilm)
- 2011: Venom
- 2011: Interpersonal Exopolitics (Kurzfilm)
- 2011: Boy Toy
- 2011: Killer on the Loose (Kurzfilm)
- 2012: Save the Date
- 2012: The Dead Want Women
- 2012: Reel Evil
- 2013: Hearts Gamble (Kurzfilm)
- 2013: Super Dogs Summer House (Santa's Summer House)
- 2013: Infinity (Kurzfilm)
- 2013: Shrader House (Fernsehfilm)
- 2014: Haunting of the Innocent – Die Wurzeln des Schreckens (Haunting of the Innocent)
- 2014: Mixology (Fernsehserie, Episode 1x02)
- 2014: Mein peinlicher Sex-Unfall (Sex Sent Me to the ER, Fernsehserie, Episode 1x05)
- 2014: Devilish Charm
- 2014: Trophy Heads
- 2014: Perception (Fernsehserie, Episode 3x02)
- 2014: The Other Hef (Fernsehserie, 10 Episoden)
- 2014: Ladybug (Kurzfilm)
- 2014: Nefarious Angels (Fernsehserie)
- 2014: In Search of America, Inshallah (Kurzfilm)
- 2014: Alone Together (Kurzfilm)
- 2014–2020: Beacon Hill (Fernsehserie, 5 Episoden)
- 2015: Amazing Ape (Kurzfilm)
- 2015: Pocket Listing
- 2015: On the Horizon
- 2015: Viral (Fernsehserie, Episode 1x01)
- 2016: The Wrong Roommate (Fernsehfilm)
- 2016: Timber – Ein echter Schatz (Timber the Treasure Dog)
- 2016: Krankenschwester des Grauens (Nightmare Nurse)
- 2016: Hidden Truth
- 2016: Rosewood (Fernsehserie, Episode 1x13)
- 2016: Bloody Bobby
- 2016: Dead in the Woods (The 6th Friend)
- 2016: Sorority Slaughterhouse
- 2016: The Bay (Fernsehserie, 2 Episoden)
- 2016: A Husband for Christmas (Fernsehfilm)
- 2016: Eternal Salvation
- 2016: Lucifer
- 2016: The Hollywouldn’ts
- 2016: Ladies of the Lake (Miniserie, 4 Episoden)
- 2017: Aggregate
- 2017: Be Mine (Fernsehkurzfilm)
- 2017: The Wrong Student (Fernsehfilm)
- 2017: Evil Bong 666
- 2017: American Exorcism
- 2017: Jello (Kurzfilm)
- 2017: Puppet Master: Axis Termination
- 2017: Delivering Christmas (Fernsehkurzfilm)
- 2017: A Christmas Cruise (Fernsehfilm)
- 2017: Midnight Clear (Kurzfilm)
- 2017: The Wrong Man (Fernsehfilm)
- 2017: Nightmare Box (Kurzfilm)
- 2018: Living Among Us
- 2018: Evil Bong 777
- 2018: Ladies of the Lake: Return to Avalon (Miniserie, 3 Episoden)
- 2018: Another Plan from Outer Space
- 2018: I Will Find You Destiny (Kurzfilm)
- 2018: Shoelaces for Christmas (Fernsehfilm)
- 2018: The Wrong Teacher (Fernsehfilm)
- 2018: Hell Hath Enlarged Herself (Kurzfilm)
- 2019: Chase
- 2019: The Wrong Mommy (Fernsehfilm)
- 2019: Seven deadly Sins (Art of the Dead)
- 2019: A Mermaid for Christmas (Fernsehfilm)
- 2020: The 6th Degree
- 2020: Party of Five (Fernsehserie, 2 Episoden)
- 2020: Pool Boy Nightmare (Fernsehfilm)
- 2020: Meet the Joyners (Fernsehfilm)
- 2020: Ex Gratia (Kurzfilm)
- 2021: Legend of Fall Creek
- 2021: The Wrong Fiancé (Fernsehfilm)
- 2021: The Upshaws (Fernsehserie, Episode 1x04)
- 2021: Crabs!
- 2021: Danger in the Spotlight (Fernsehfilm)
- 2021: On Air with Ka$h (Fernsehserie, Episode 3x08)
- 2021: Abduction Runs in the Family
- 2021: Twisted Little Lies (Fernsehfilm)
- 2022: Secret Lives of Housewives (Fernsehfilm)
- 2022: Bodyguard Seduction (Fernsehfilm)
- 2022: Tommyknockers
- 2022: Beyond the Dark (Fernsehserie, Episode 1x02)
- 2023: Secrets on Greek Row
- 2023: Murder Syndicate
- 2023: End Times
- 2023: End Times (II)
- 2023: My Doctor’s Secret Life
- 2023: (DIS)CONNECTED (Kurzfilm)
- 2023: Break In
- 2024: Secret Life of a Sorority Girl (Fernsehfilm)
- 2024: A Deadly Threat to My Family (Fernsehfilm)
- 2024: Continental Split
- 2024: Couples Retreat Murder (Fernsehfilm)
- 2024: The Memory in My Heart
- 2024: Secrets Between Sisters (Fernsehfilm)
- 2024: Stripped (Fernsehserie, 2 Episoden)

### Synchronisationen
- 1992: Bitsy Bears (Fernsehzeichentrickfilm)
- 2015: First Love (Kurzfilm)

### Drehbuch
- 2021: Twisted Little Lies (Fernsehfilm)
- 2022: Betrayed by My Bridesmaid
- 2023: Escape from Love (Fernsehfilm)
- 2024: Secrets Between Sisters (Fernsehfilm)

### Produktion
- 2015: Viral (Fernsehserie, Episode 1x01)
- 2023: Escape from Love (Fernsehfilm)